# Гаринеи, Пьетро
Пьетро Гаринеи (итал. Pietro Garinei, 1 февраля 1919 года — 9 мая 2006 года) — итальянский драматург, сценарист и автор песен, спортивный корреспондент, театральный режиссёр.

## Биография
Гаринеи родился в городе Триесте на севере Италии. По образованию фармацевт. Позднее работал спортивным корреспондентом газеты Corriere dello Sport, где познакомился с Сандро Джованнини. Вместе они образовали литературный дуэт, начав с издания сатирической газеты Cantachiaro в 1944 году. В 1949 году Гаринеи дебютировал в театре со своей первой пьесой, а в 1952 году состоялась премьера его музыкальной комедии Attanasio cavallo vanesio, главную партию в которой исполнил Ренато Рашель. В сотрудничестве с Джованнини Гаринеи создал множество мюзиклов. Среди артистов, игравших в постановках пьес Гаринеи, были Нино Манфреди, Сандра Мондаини, Доменико Модуньо, Массимо Раньери, Рафаэлла Карра, Марчелло Мастроянни и многие другие.
В соавторстве с Джованнини и Рашелем в 1955 году была написана знаменитая песня Arrivederci Roma.
Умер в Риме 9 мая 2006 года.

## Произведения
- Attanasio cavallo vanesio (1952)
- Giove in doppio petto (1954)
- Buonanotte Bettina (1956)
- Un paio d’ali (1957)
- L’adorabile Giulio (1957)
- Rinaldo in campo (1961)
- Un mandarino per Teo
- Bravo!
- Ругантино (1962)
- Ciao Rudy (1966)
- Alleluja brava gente (1970)
- Aggiungi un posto a tavola (1974)
- Niente sesso, siamo inglesi
- Taxi a due piazze